# 约翰·M·克莱顿
约翰·米德尔顿·克莱顿（John Middleton Clayton，1796年7月24日—1856年11月9日），美国政治家，曾任美国国务卿（1849—1850年）。
他生于特拉华州达戈斯博罗。耶鲁大学毕业后当律师。1829年选为参议员。国务卿任内，1850年与英国驻美大使布尔沃签订条约，在中美洲开凿运河问题上达成“利益均沾”的协议，相约不在中美洲夺取殖民地，并联合管制未来的运河。1901年，《克莱顿—布尔瓦条约》被《海—庞斯福特条约》所代替，美国取得对巴拿马运河的控制权。
| 前任： 詹姆斯·布坎南 | 美国国务卿 1849年-1850年 | 繼任： 丹尼尔·韦伯斯特 |